# Daniel Anthony
Daniel Anthony (Birmingham, 4 ottobre 1987) è un attore britannico.

## Biografia
Ha iniziato la sua carriera come attore bambino, apparendo in diversi musical del West End, tra cui la produzione originale del 1999 de Il Re Leone nei panni del giovane Simba, e il revival di Oliver! al Palladium di Londra nel 1994. Sul palco, ha anche interpretato Curtis Younger in A Raisin in the Sun di Young Vic nel 2001 e Pip in Moby Dick nel 2006. Nel 2003, ha doppiato Will Parry nella produzione della BBC Radio 4 della trilogia di Queste Oscure Materie.
I suoi primi ruoli televisivi includono JJ in EastEnders nel 2004, Lex Keavey in Doctors nel 2006 e Danny in As the Bell Rings nel 2007. Per la sua interpretazione in Doctors, ha ricevuto una nomination ai British Soap Award come miglior esordiente in un ruolo da antagonista dell'anno.
Nel 2008, è apparso nel ruolo di Kez in Dis/Connected, un pilot della BBC Three su una giovane ragazza suicida. Ha fatto una breve apparizione come delinquente nel dramma di ITV Demons nel 2009, e ha interpretato Jack nel film musicale della BBC Rules of Love del 2010.
Dal 2013 al 2014, è stato un membro regolarmente del cast nel dramma medico Casualty, interpretando Jamie Collier. Successivamente interpreta Royston Peel nel film drammatico Brotherhood nel 2016. Nel 2021, si unisce al tour britannico di Magic Goes Wrong nel ruolo di Topolino.
Dal 2007 al 2011 è stato un membro regolare del cast della serie spin-off di Doctor Who Le avventure di Sarah Jane, nei panni di Clyde Langer. Ha fatto anche da narratore per l'audiolibro della serie Children of Steel, scritto da Martin Day. Nel 2023 riprende il ruolo di Langer in Tales of the TARDIS.

## Filmografia parziale
- Casualty – serie TV, 49 episodi (2001-2014)
- EastEnders – serie TV, 4 episodi (2004)
- Doctors – serie TV, 11 episodi (2006)
- As the Bell Rings – serie TV, (2007)
- Le avventure di Sarah Jane (The Sarah Jane Adventures) – serie TV, 52 episodi (2007-2011)
- Jack Frost – serie TV, un episodio (2008)
- Guess with Jess – serie TV, (2009) – voce

## Doppiatori italiani
Nelle versioni in italiano delle opere in cui ha recitato, Daniel Anthony è stato doppiato da:
- Alessio Nissolino in Le avventure di Sarah Jane